# Herb województwa zachodniopomorskiego

Herb województwa zachodniopomorskiego

Herb województwa zachodniopomorskiego – jeden z symboli województwa zachodniopomorskiego, jednostki administracyjnej Polski.

## Symbolika
Herb województwa zachodniopomorskiego przedstawia w srebrnym (białym) polu hiszpańskiej tarczy herbowej czerwonego, wspiętego (w pozycji bojowej) gryfa pomorskiego ze złotym dziobem, złotymi pazurami, z wywiniętym ogonem i zwróconego w prawą stronę (heraldycznie). Herb ten przyjęto w 2000 roku.

## Historia
Czerwony gryf to od XII wieku symbol panującej na Pomorzu dynastii Gryfitów. Wzorowany na gryfie umieszczonym na sztandarze księcia szczecińskiego Kazimierza V zdobytym przez króla Jagiełłę pod Grunwaldem. Od lat 30. XVI w. był znakiem całego zjednoczonego przez księcia Pomorza, Bogusława X i zajmował zaszczytne miejsce na wielkim dziewięciopolowym herbie Pomorza.